# Каледон (Онтарио)
Каледон (англ. Caledon) — город в провинции Онтарио, Канада. Входит в район Пил. Образован в 1974 году из нескольких поселений, одно из которых носило название Каледон. Название города было выбрано в 1973 году на референдуме. Журнал Maclean's два раза подряд назвал Каледон самым безопасным местом для жизни в Канаде.